# 豆钱
豆钱，是一种民间用来熬粥的豆制品。在制作过程中，首先把黄豆炒至五成熟，然后将其放在碾子上碾压而成。它也经常用来洒在刚刚搬入新房的卧室内，表示“钱多”的寓意。